# (32998) 1997 CK5
1997 سي كي 5 (ويعرف أيضًا باسم (32998) 1997 سي كي 5 وفق تسمية الكوكب الصغير) (بالإنجليزية: 1997 CK5)‏ هو كويكب ضمن حزام الكويكبات؛ وترتيبه 32998 من حيث الاكتشاف.
اكتُشف هذا الجُرم الفلكي بواسطة ناوتو ساتو في 1 فبراير 1997.

## وصلات خارجية
- (32998) 1997 CK5 في قاعدة بيانات مختبر الدفع النفاث لأجرام النظام الشمسي الصغيرة

- الاكتشاف · مخطط المدار ·  العناصر المدارية · المعلمات المادية

- (32998) 1997 CK5 على موقع ويكي سكاي: DSS2, SDSS, GALEX, IRAS, Hydrogen α, X-Ray, Astrophoto, Sky Map, Articles and images